# (34800) 2001 SD59
2001 SD59 (asteroide 34800) é um asteroide da cintura principal. Possui uma excentricidade de 0.16327110 e uma inclinação de 8.93310º.
Este asteroide foi descoberto no dia 17 de setembro de 2001 por LINEAR em Socorro.
Cuidado ele tem 40% de chance de cair na terra, segundo a NASA.